# André Baillon
André Baillon (Anversa, 1875 – Saint-Germain-en-Laye, 1932) è stato uno scrittore belga.

## Biografia
Esordiente col romanzo Storia d'una Maria (1921), negli anni successivi scrisse una miriade di altre opere, tra cui Un uomo così semplice (1925), Chalet 1 (1926) e Deliri (1927).
Pur appartenendo al naturalismo non fu immune da influenze di Jules Renard.
Massone, membro del Grande Oriente del Belgio.